# 覚蔵寺
覚蔵寺（かくぞうじ）は、東京都杉並区下高井戸にある日蓮宗の寺院。山号は清月山。旧本山は池上本門寺、池上・芳師法縁。伝日蓮作鬼子母神像を祀る。

## 歴史
慶長年間（1596年-1614年）実成院日相が真言寺院を改宗し中興。明治14年（1881年）高明学校（現在の高井戸小学校の前身）がおかれた。

## 鬼子母神
『江戸名所図会』によれば文永8年（1271年）日蓮が龍ノ口法難の前、ごまのぼた餅の供養を受けた礼として信者に渡したもので江戸時代中頃、妙法寺から移された。

## 境内
- 本堂　昭和31年（1956年）再建[2]。
- 山門
- 日蓮聖人五百遠忌塔　天明元年（1781年）頃建立[2]。昭和56年（1981年）には七百遠忌の銅像も建立された[2]。
- 日相聖人塔　昭和41年（1966年）三百五十遠忌として建立[2]。
- 覚蔵寺会館

## 交通
- 京王線桜上水駅より徒歩7分

## 参考資料
- 日蓮宗寺院大鑑編集委員会『宗祖第七百遠忌記念出版 日蓮宗寺院大鑑』大本山池上本門寺 (1981年)
- 杉並区教育委員会『新修 杉並の寺院』杉並区教育委員会（2009年）
- 「下高井戸宿 覚蔵寺」『新編武蔵風土記稿』 巻ノ125多磨郡ノ37、内務省地理局、1884年6月。NDLJP:763995/59。
- “30　覚蔵寺　【寺院】（下高井戸3丁目4番7号）”. 杉並区公式ホームページ (2019年2月8日). 2021年1月17日閲覧。

座標: 北緯35度40分13.2秒 東経139度37分53.2秒 / 北緯35.670333度 東経139.631444度